# Raúl Vilches More
Raúl Vilches More   (Cifuentes, 2 d'octubre de 1954 - Medellín, 13 de gener de 2022) fou un jugador de voleibol cubà que va competir durant les dècades de 1970 i 1980.
El 1976 va prendre part en els Jocs Olímpics d'Estiu de Mont-real, on va guanyar la medalla de bronze en la competició de voleibol. Quatre anys més tard, als Jocs de Moscou, fou setè en la mateixa competició.
En el seu palmarès també destaca una medalla de bronze al Campionat del Món de voleibol de 1978, dues medalles d'or (1975 i 1979) i dues de plata (1983 i 1987) als Jocs Panamericans i tres d'or als Jocs Centreamericans i del Carib (1974, 1978 i 1982).
Una vegada retirat exercí d'entrenador, primer a Cuba, i des del 1998 a Colòmbia, on va ajudar a formar la selecció nacional de voleibol.